# Gurania guentheri
Gurania guentheri är en gurkväxtart som beskrevs av Hermann August Theodor Harms. Gurania guentheri ingår i släktet Gurania och familjen gurkväxter. Inga underarter finns listade i Catalogue of Life.